# Yaxa
Yaxa war von 1912 bis 1914 eine Schweizer Automarke.

## Unternehmensgeschichte
Charles Baehni, der zuvor bei Henriod et Cie und Martini tätig war, gründete 1912 an der Rue de Lancy 24 im Genfer Stadtteil Les Acacias das Unternehmen Charles Baehni & Cie zur Produktion von Automobilen. Der Markenname leitete sich von il n'y a que ça, zu deutsch etwa es gibt nur diesen einen, ab. Die Teilnahme an der British International Motor Show in London von 1913 führte zu einigen Fahrzeugverkäufen nach England. Das Händlernetz umfasste Stationen in Bern, Biel/Bienne, Brugg, Freiburg, Genf, Luzern und Zürich. 1914 endete die Produktion nach etwa 100 hergestellten Exemplaren.

## Fahrzeuge
Das erste Modell 6/12 CV hatte einen Vierzylindermotor von Zedel mit seitlichen Ventilen. Die Zylindermaße 67 mm Bohrung und 120 mm Hub ergaben 1692 cm³ Hubraum. Daneben gab es ein Modell, dessen Motor über 1847 cm³ Hubraum verfügte. Das Getriebe verfügte über vier Gänge. Besonderheit war die Anordnung von Schalthebel und Handbremshebel in Fahrzeugmitte. Die Spurbreite betrug 125 cm, und das Gewicht des Fahrgestells 500 kg. Die Fahrzeuge waren zwei- und viersitzig erhältlich. Der Preis für den viersitzigen Torpedo betrug 7000 Schweizer Franken.
Ein Fahrzeug dieser Marke existiert noch.